# Serge Borenstein
Serge Borenstein (* 23. března 1949) je belgický židovský podnikatel, který se po sametové revoluci přestěhoval do Prahy a začal zde podnikat v oboru realit.
V roce 1997 založil developerskou společnost Karlín Group.
V roce 2022 založil nadaci STILL LEARNING, podporující mladé talentované umělce a kulturní projekty.

## Kariéra
Belgický podnikatel Serge Borenstein navštívil Prahu poprvé krátce po sametové revoluci. Původně byl vyslán, aby zařídil jednorázovou mezinárodní výměnu nemovitostí mezi Československem a Belgií, ale město ho zaujalo a rozhodl se zůstat. 
V posledním čtvrtletí roku 1990 se stal členem představenstva nově založených, v Praze sídlících akciových společností East-West Media a East-West Consulting. East-West Media byla v roce 2000 prodána firmě Europlakat, East-West Consulting byla v roce 1995 přejmenována na East-West Real-Estate a v roce 2005 vstoupila do likvidace.
V roce 1994 uzavřel dlouhodobou smlouvu na pronájem Ottovy vily v Praze-Zbraslavi.
Spolu se svým obchodním partnerem Marcem Richem se Borenstein pustil do mise přeměnit chátrající část Prahy v moderní a prosperující čtvrť. Po povodních v roce 2002 Serge Boreisntein společně s Marcem Richem začali s přeměnou Karlína. Přizvali katalánského architekta Riccarda Bofila a mladé české architekty a zpracovali návrh proměny celého území Karlína. Borenstein se stal známým jako "pan Karlín". Borensteinova společnost Karlín Group je zodpovědná za více než půl milionu metrů čtverečních stavebních projektů v Praze a okolí, včetně rezidenčních a studentských bytů. 
V roce 2022 svědčil v rámci kauzy Dozimetr. V roce 2024 usiloval o koupi Lidových novin a proměnit je na zpravodajství z realitního trhu.